# Dörnbergpark
Koordinaten: 49° 0′ 57,9″ N, 12° 5′ 8,4″ O

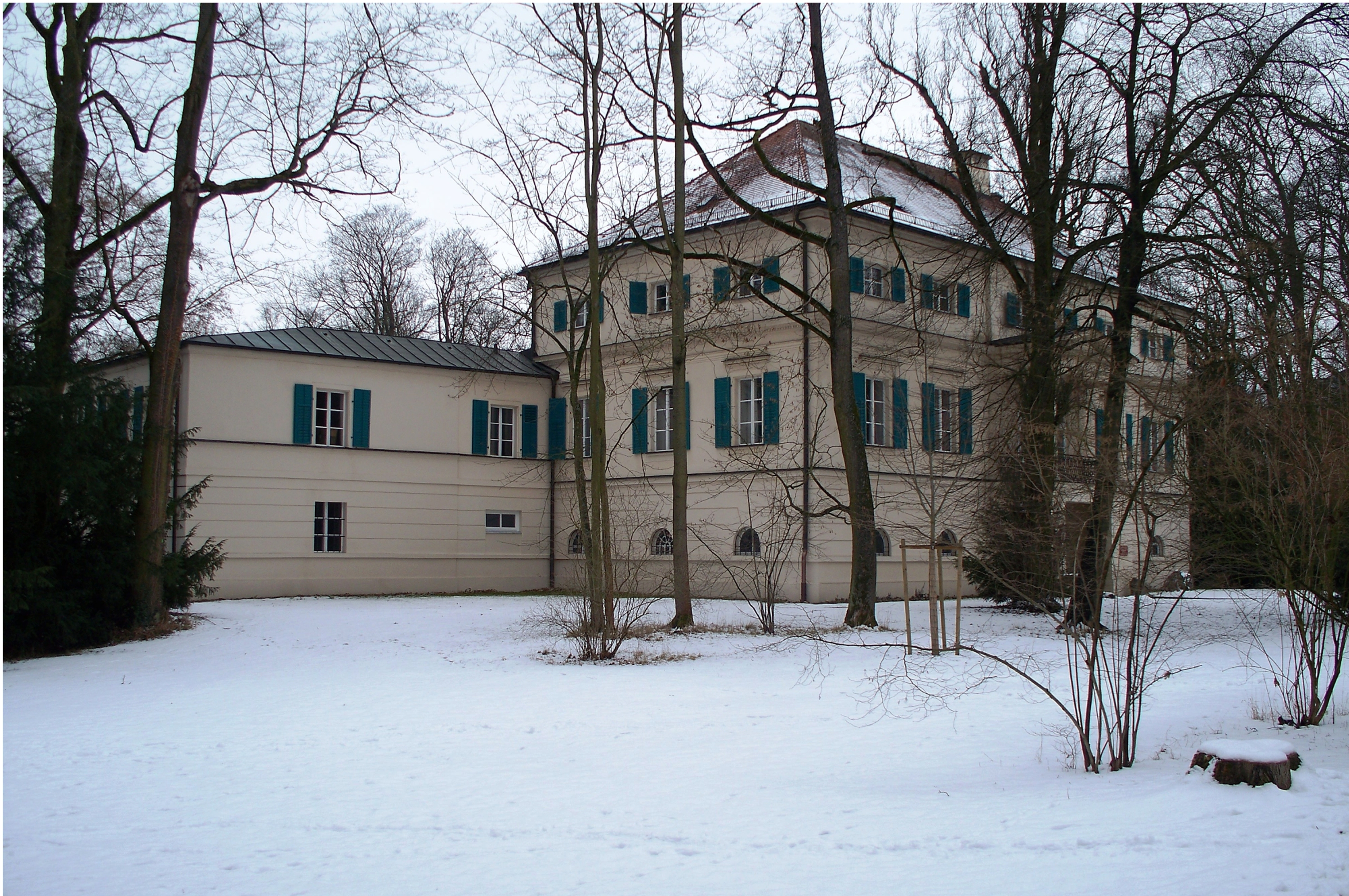
Dörnberg-Palais, Ansicht von Südwest

Der Dörnbergpark ist ein 7,4 Hektar großer Park, wenig westlich entfernt von Schloss St. Emmeram und dem Helenentor, dem Ausgang aus der Altstadt von Regensburg. Vom Bismarckplatz ist dieses bedeutende Denkmal der Gartenkunst des 19. Jahrhunderts ebenfalls nur wenig südlich entfernt.

## Geschichte

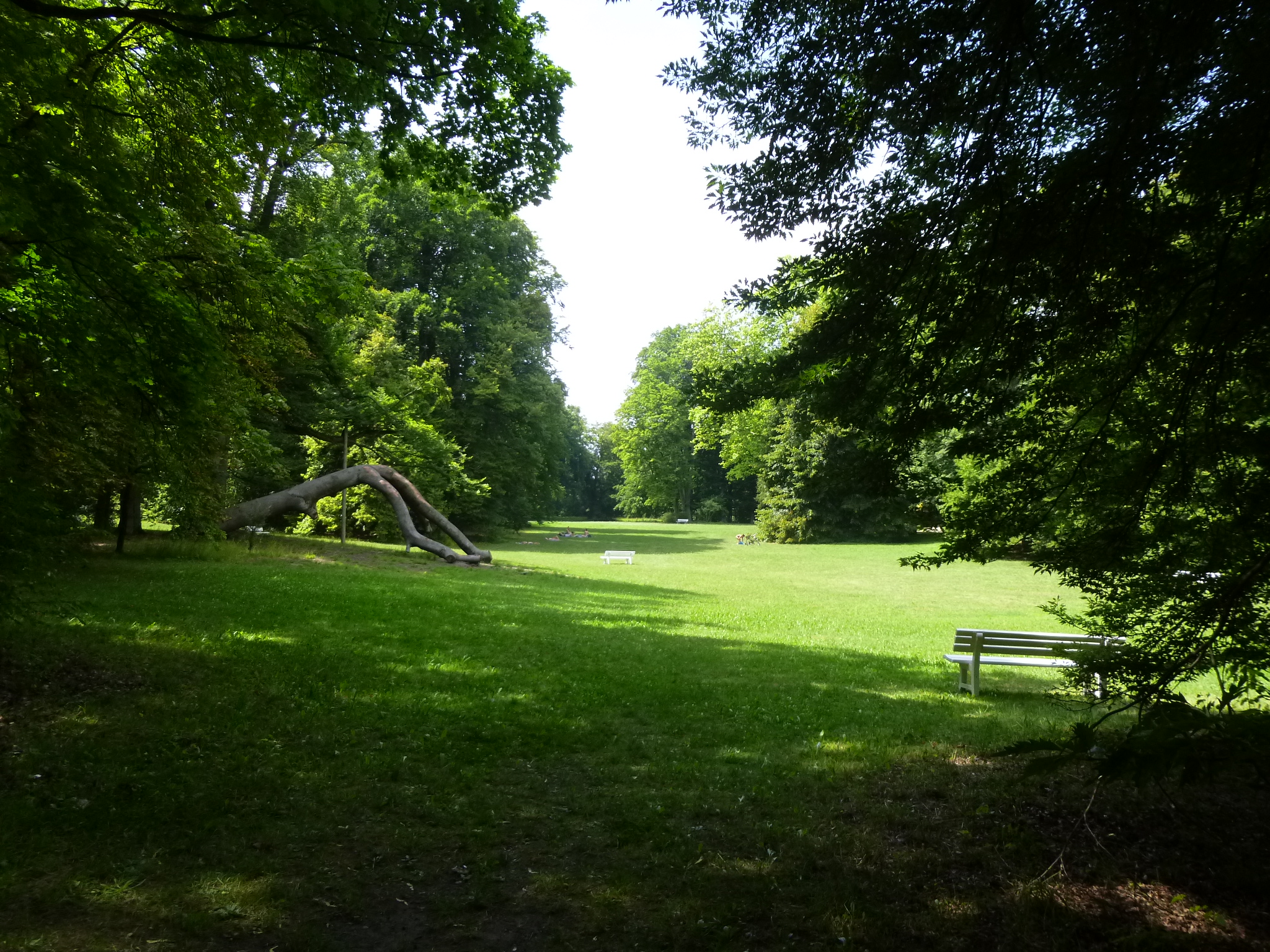
Parkansicht

Der jüdische Bankier und Hoffaktor der Fürsten von Thurn und Taxis, Philipp Reichenberger, ließ von 1804 bis 1806 nach Plänen von Emanuel Herigoyen 500 m südlich vor der damals noch erhaltenen Stadtmauer am Bismarckplatz  eine Vorstadtvilla, das heutige Dörnbergpalais, und einen ca. 1,9 Hektar großen Park errichten. 1832 erwarb Freiherr Ernst Friedrich von Dörnberg (1801–1878), Gesamtverwalter der Fürsten von Thurn und Taxis von 1828 bis 1871, das Grundstück. Er war der Bruder von Wilhelmine von Dörnberg, die seit 1828 mit Maximilian Karl von Thurn und Taxis verheiratet war. Nach vier Geburten wurde sie 1832 kränklich, erkrankte 1834 schwer und starb. Ihr Bruder hatte das Dörnbergpalais mit Park in der Hoffnung gekauft, seiner Schwester mit einem passenden Umbau des Palais und einer Erweiterung des Parks einen Ort der Erholung gestalten zu können.
Ernst Friedrich von Dörnberg erweiterte den Park beträchtlich auf seine heutige Größe südlich bis zur Augustenstraße und westlich bis zur Hoppestraße und ließ den Park in den Jahren von 1864 bis 1867 vom königlich bayerischen Hofgärtner Carl von Effner mit der Anpflanzung von 1400 Bäumen verschiedener Arten zu einem Englischen Landschaftspark ausgestalten. Heute gibt es nur noch ca. 250 Bäume im Park, davon die Hälfte Buchen. Aus der Zeit der Parkanlage stammen auch die noch vorhandenen Parkbauten (Schweizer Haus/Rosarium (1871), Gesellschaftshaus, Gärtner- und Gewächshaus) sowie die abgegangenen Gebäude (Maschinenhaus mit Wasserturm und Dampfmaschine zur Bewässerung, Pferdestall und Wagenremise, Rinden-Häuschen, Pavillon). Im Jahr 1947 wurden Palais, Bauten und Park unter Denkmalschutz gestellt.
Seit dem Tod des erbenlosen Sohnes Ernst von Dörnberg (1836–1897) im Jahr 1897 werden das Dörnbergpalais und der Park von der Gräflich von Dörnberg’schen Waisenfonds-Stiftung verwaltet. Wie testamentarisch verfügt, blieb der Park anfänglich geschlossen, erst von 1921 bis 1926 und seit 1938 wurde er für die Öffentlichkeit zugänglich gemacht. Ein Obhutsvertrag aus dem Jahr 1956 zwischen der Stiftung und der Stadt Regensburg regelt Öffnung und Unterhalt des Parks.

## Parkbeschreibung , mit dem ehemaligen Baum- und Vogelbestand von 2006/2010
Der 7,4 Hektar große Park hat eine Ost-West-Ausdehnung von 375 m und eine Nord-Süd-Ausdehnung von 270 m. Er befindet sich im Mittel auf einer Höhe von 340 m über NN. Von den ca. 1400 Bäumen sind rund 30 % älter als 100 Jahre und stammen damit aus dem Originalbestand des 19. Jahrhunderts. Charakteristisch für die 63 Baumarten (37 Laubbaumarten, 26 Nadelbaumarten) des Parks sind Rotbuche (Büschelbuchen), Spitzahorn-Haine und fremdländische Solitärbäume (Blutbuche, Schwarznuss, Rosskastanie). Rund 26 Vogelarten und die Fledermausart Abendsegler sind im Park heimisch.

## Erhaltung, zeitweise Schließung, Wiederöffnung und Umgestaltung des Parks
Anfang des Jahres 2018 musste der Park aus Sicherheitsgründen geschlossen werden. Schon 2008 hatten Untersuchungen ergeben, dass die Wurzeln der Buchen, die nach gut 250 Jahren das Ende ihres natürlichen Lebensalters erreicht haben, vom pflanzenvernichtenden Pilz Phytophthora befallen waren. Ein mehrjähriger Rettungsversuch war erfolglos geblieben, denn als parasitärer Folgeschädling war der Brandkrustenpilz hinzugekommen, der Moderfäule in Wurzeln und bodennahen Regionen des Stammes verursacht. Der Pilzbefall kann die Standfestigkeit der Bäume so stark mindern, dass sogar äußerlich auf den ersten Blick symptomfreie Bäume ohne Vorwarnung umstürzen können. Deshalb kam es 2018 zur einjährigen Schließung des beliebten Parks. Die Wiedereröffnung konnte im Februar 2019 verwirklicht werden, nachdem vier Bäume gefällt und mit über 200 Einzelmaßnahmen bis hin zu Torso-Lösungen weitere Bäume gesichert worden waren. Die Untersuchungen ergaben auch, dass der Park wegen seiner alten Bäume mit vielen Höhlungen höchsten Biotopwert hat. Seit 2000 werden im Stadtgartenamt Planungen zur Umgestaltung des Parks und zu Neuanpflanzungen verfolgt.